# Hamani Diori
 (janvier 2025).
Si vous disposez d'ouvrages ou d'articles de référence ou si vous connaissez des sites web de qualité traitant du thème abordé ici, merci de compléter l'article en donnant les références utiles à sa vérifiabilité et en les liant à la section « Notes et références ».
Pour les articles homonymes, voir Diori.
Hamani Diori, né le 6 juin 1916 à Soudouré et mort le 23 avril 1989 à Rabat, est un enseignant et un homme d'État nigérien. Figure de l'indépendance du pays et premier président de la République en 1960, il est l'un des artisans de la création de la francophonie dont l'Agence pour la coopération culturelle et technique. Son régime est renversé par le coup d'État du lieutenant-colonel Seyni Kountché le 15 avril 1974.

## Biographie
Issu de l'ethnie Djerma, Hamani Diori naît le 6 juin 1916 à Soudouré, un village à 12 km de la ville de Niamey, d'un père fonctionnaire de santé publique dans l'administration coloniale française.

### Études et début de carrière professionnelle
Après ses études à l'École normale William-Ponty (École normale fédérale de l'AOF), à Dakar au Sénégal, Hamani Diori travaille, de 1936 à 1938, en tant qu'instituteur dans les écoles régionales de son pays, puis devient répétiteur de langue Zarma et Haoussa à l'École nationale de la France d'outre-mer à Paris. Le 9 mai 1945, il épouse Aïssa Amadou, connue sous le surnom d'Aïchatou, et avec qui il a six enfants dont Abdoulaye (en).

### Carrière politique
En 1946, il est l'un des fondateurs du Parti progressiste nigérien (PPN), branche locale du Rassemblement démocratique africain (RDA). La même année, il est élu député représentant du Niger à l'Assemblée nationale française. Aux élections de 1951, Diori est battu par son cousin et rival politique Djibo Bakary, avant d'être réélu « haut la main » aux élections de 1956. Félix Houphouët-Boigny use à cette occasion de son influence pour faciliter le renversement de Bakary et son remplacement par Diori.
Au référendum constitutionnel de septembre 1958, qui accorde aux communautés d'outre-mer le droit de mettre en place un gouvernement responsable du territoire, Diori fait campagne pour le « oui » — qui l'emporte nettement à l'issue d'un scrutin truqué — et devient président du gouvernement provisoire en décembre, puis Premier ministre en février 1959. À cette époque le gouvernement français ayant interdit tous les partis politiques, le PPN-RDA fait office de parti unique. L'indépendance du pays est proclamée le 3 août 1960.

### Premier président de la République
Le 8 novembre 1960, l'Assemblée nationale nigérienne présidée par Boubou Hama et où ne siège que le parti unique PPN-RDA, élit Hamani Diori au poste de président de la République. Pendant son gouvernement, Diori favorise les Samaria (des structures traditionnelles regroupant des jeunes filles et garçons) dans l'intérêt du parti et conserve des liens économiques étroits avec la France. Sans opposant, il est réélu en 1965 et 1970.
Il gagne le respect de l'Afrique pour son rôle en tant que porte-parole des affaires africaines et arbitre populaire dans les conflits impliquant d'autres nations africaines. Cependant son administration est entachée d'une forte corruption. Une famine catastrophique répandue dans tout le pays est causée par la dégradation du Sahel au début des années 1970. Les désordres civils suivent des allégations à propos de détournements des stocks d'aide alimentaire par quelques ministres. En outre, le gouvernement ne peut pas appliquer les réformes nécessaires à l'allègement de la famine répandue. Diori est - sans doute - victime de la trop grande importance qu'il attachait aux questions internationales qui devaient détourner son attention des questions intérieures immédiates. C'est ce qui probablement contribue aussi à inciter les militaires à faire chuter son gouvernement.
Il cherche aussi à reprendre le contrôle sur l'uranium du Niger toujours aux mains de la France.

### Coup d'État
Dans la nuit du 14 au 15 avril 1974, un coup d'État éclate contre le président Diori, mené par le lieutenant-colonel Seyni Kountché, nouveau chef d'état-major, en remplacement de Balla-Arabé, promu grand chancelier des ordres nationaux du Niger. Des soldats dirigés par le lieutenant Gabriel Cyrille s'introduisent dans le palais présidentiel de Niamey, s'emparent de Diori et assassinent son épouse.
Tous les responsables du gouvernement sont maintenus par les putschistes, à l'exception du président déchu qui est emprisonné à Zinder où il y demeure pendant six ans, puis est maintenu en résidence surveillée à Niamey à partir de 1980.
Libéré en 1987 par le successeur de Kountché, Ali Saïbou, peu après son accession au pouvoir, Diori quitte son pays pour le Maroc, où il meurt le 23 avril 1989 à Rabat.

## Distinctions et décorations
- Grand-croix de l'ordre national du Dahomey (1963)[3]
- Grand-croix de l'ordre de national du Mérite de la république de Guinée